# Barbus marmoratus
Barbus marmoratus är en fiskart som beskrevs av David och Poll, 1937. Barbus marmoratus ingår i släktet Barbus och familjen karpfiskar. IUCN kategoriserar arten globalt som livskraftig. Inga underarter finns listade.